# Procedimiento efectivo
Un procedimiento efectivo o método efectivo es una secuencia de pasos repetible y determinista; es decir, una en que siempre se irán obteniendo los mismos conjuntos de valores de salida para los mismos conjuntos de valores de entrada.

## Características
Todos los algoritmos son procedimientos efectivos. Sin embargo, no todos los procedimientos efectivos son algoritmos, debido a que los algoritmos poseen propiedades adicionales que los primeros no tienen.
Los procedimientos efectivos siempre dan una respuesta correcta, se completan en un número finito de pasos y trabaja para todas las instancias de problemas de clase.

## Ejemplos
- Una receta de cocina es un procedimiento efectivo, si suponemos que su serie de pasos siempre lleva a un mismo resultado (por ejemplo, un pastel). Sin embargo, no es un algoritmo, pues depende del cocinero el cómo quede ese pastel, incluso teniendo los mismos ingredientes e instrumentos de trabajo.

- Un código fuente que contiene un bucle infinito NO es un algoritmo aunque esté implementado formalmente en algún lenguaje de programación, ya que nunca se detendrá. No obstante, sí se considera un procedimiento efectivo, porque cada iteración es en sí misma determinista, y una sucesión de iteraciones también lo será.